# Janette Bertrand
Pour les articles homonymes, voir Bertrand.
Janette Bertrand, née le 25 mars 1925 à Montréal, est une journaliste, comédienne et écrivaine québécoise.

## Biographie

### Jeunesse et études
Fille de Hormisdas Bertrand, commis, et d'Alma Bédard, Janette Bertrand est née le 25 mars 1925, dans le Faubourg à m'lasse, aujourd'hui le quartier Centre-Sud, à l'angle des rues Ontario et Frontenac, à Montréal. Elle est la cadette d'une famille de quatre enfants. Elle étudie en arts et lettres à l'Université de Montréal, ce qui l'amène à devenir journaliste en 1950. Au Petit Journal, elle se voit confier une chronique qui la sensibilise aux revendications des féministes,.

### Carrière médiatique
En avril 1949, elle devient co-animatrice de radio avec Jean Lajeunesse pour l'émission quotidienne Jean et Janette sur CBF 690. En avril 1950, le couple est à CKAC à la même heure avec l'émission Les Lajeunesse en pantoufle. Par la suite, l'émission Mon mari et nous est diffusée à CKAC pendant plusieurs années.
À la fin des années 1950, elle écrit pour Radio-Canada le téléroman Toi et moi, mettant en scène les péripéties d'un couple où les rôles principaux sont joués par elle et son mari, Jean Lajeunesse. Toujours avec Jean Lajeunesse, elle anime ensuite le jeu questionnaire Adam ou Ève à Télé-Métropole où les participants sont des couples mariés.
Seule cette fois, elle devient la confidente des adolescents à Comment pourquoi ?, une émission où elle s'efforce de rassurer les jeunes et de répondre à leurs questions autant que le permet le contexte du début des années 60, c'est-à-dire en faisant totalement l'impasse sur les relations sexuelles. Puis, dans L'école du bonheur, le courrier qu'elle reçoit lui inspire des sketches où des couples sont aux prises avec divers problèmes matrimoniaux, problèmes qui chaque fois trouvent leur solution, le divorce étant encore trop mal vu à cette époque.
Vient ensuite Quelle famille! (diffusé entre 1969-1974 à Radio-Canada), une émission familiale qui faisait appel à plusieurs membres de sa propre famille, dont Jean Lajeunesse et leur chien Macaire. Cette émission a été diffusée en France sous le titre Les Tremblay. Cette comédie sera suivie d'une autre : Grand-Papa, où Jean Lajeunesse joue cette fois un rôle de composition, celui du grand-père d'une famille aux prises avec les problèmes des années 70.
Ensuite, elle anime un rendez-vous télévisé où des personnes sont invitées à s'exprimer sur différents sujets qui touchent les gens de près : la famille, le couple, la sexualité, etc. Pour cette émission, intitulée Parler pour parler, elle s'occupe tant de la recherche que du scénario. Parler pour parler a été créé par le réalisateur Gaëtan Lavoie.
Avec la série Avec un grand A, elle propose des dramatiques qui abordent des sujets encore tabous ou controversés à l’époque comme la violence conjugale, la détresse des aînés, l'homosexualité et le sida.

### Depuis 2000

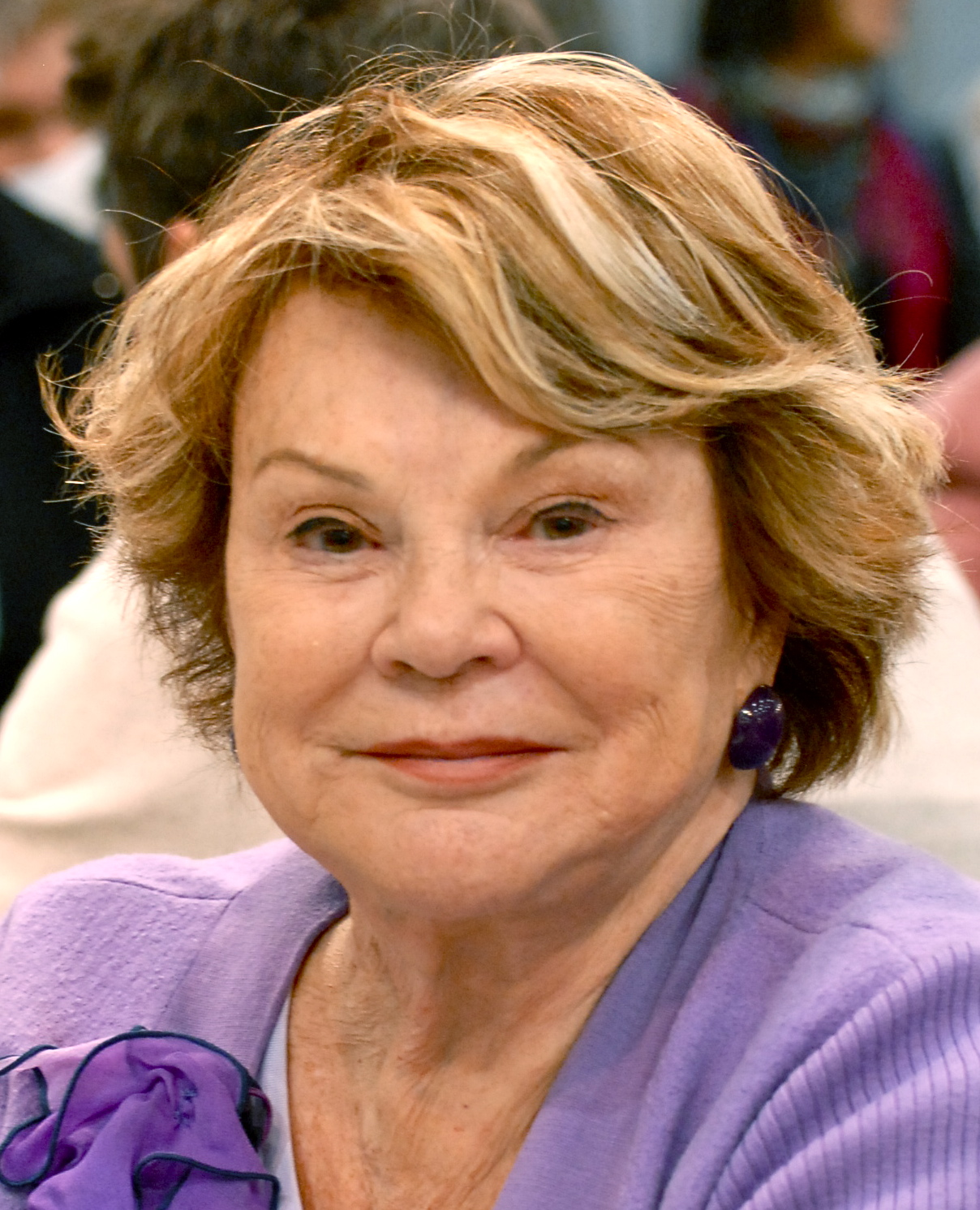
Janette Bertrand en 2010.

En 2004, elle publie son autobiographie, Ma vie en trois actes qui connaît un grand succès en librairie.
En octobre 2005, elle publie les Recettes de Janette, une édition augmentée d'un précédent succès de libraire au Québec (225 000 copies vendues en 1968). Suivent ensuite trois romans, soit Le Bien des miens (2007), Le Cocon (2009) et Lit double (2012).
Elle a aussi écrit quelques pièces de théâtre dont deux pièces d'importance : Moi Tarzan, toi Jane (1981) et, surtout, Dis-moi-le si j'dérange (1983), avec Juliette Huot dans le rôle solo. Ces pièces ont marqué la dramaturgie québécoise tant par leurs sujets (sexisme et solitude de personnes âgées) que par l'interprétation de leurs comédiens. Son travail a permis de démystifier des thèmes modernes et délicats, certains tabous, faisant d'elle une exceptionnelle éducatrice populaire. Sa relation avec un homme d'une vingtaine d'années plus jeune qu'elle a aussi fait la manchette au Québec pendant quelques années.
En 2006, elle écrit les paroles d’une chanson pour Céline Dion intitulée Berceuse mises en musique par David Gategno. Cette chanson est parue sur l'album D'elles sorti le 21 mai 2007.
En 2013, elle cosigne, avec vingt autres femmes, une lettre d'opinion intitulée Une charte pour les femmes. Elle y déclare son appui pour la charte des valeurs québécoises. À cette époque, certains propos de sa part, reliés à l'immigration musulmane, ont provoqué une controverse et amené les Québécois à débattre de ce sujet sensible.
En 2017, Janette Bertrand confie officiellement ses archives à Bibliothèque et Archives nationales du Québec (BAnQ).
Le 22 mars 2025, la façade du Pavillon Président-Kennedy de l’UQAM s’anime grâce à une vidéoprojection monumentale, réalisée en partenariat avec le Quartier des spectacles. Conçu par Bundock et Clermont-Dion, ce projet visuel met en lumière des portraits en mouvement et des extraits significatifs de sa parole, reflétant ainsi son engagement.
Le 25 mars 2025, Janette Bertrand à célèbrée ses 100 ans.

### Vie privée
Elle se marie en 1947 avec Jean Lajeunesse, qu'elle a rencontré lors de ses études à l'université de Montréal. L'année suivante, elle donne naissance à leur fille Dominique, prénom donné en hommage d'une comédienne que Janette a rencontré au théâtre. Elle donne ensuite naissance à une autre fille Isabelle, en janvier 1951, ainsi qu'à Martin en décembre 1959. Le couple se sépare en 1981 après 34 ans de vie commune.
Depuis 1982, elle est en couple avec Donald Janson, de 19 ans son cadet.

## Œuvre

### Œuvre littéraire
- 1946 : Mon cœur et mes chansons, Éditions Pascal
- 1968 : Les Recettes de Janette, Éditions du Jour
- 1983 : Dis-moi-le si j'dérange (OCLC 15980256)
- 1990 : Avec un grand A, Libre Expression, (OCLC 22279316)
- 2004 : Ma vie en trois actes, Libre Expression, (OCLC 56419824)
- 2005 : Les Recettes de Janette, Libre Expression (OCLC 61216801)
- 2007 : Le Bien des miens, Libre Expression, (OCLC 82772191)
- 2009 : Le Cocon, Libre Expression,
- 2011 : Ma vie en trois actes, Autobiographie : réédition, format poche Collection 10/10, Stanké,
- 2012 : Lit double, tome 1, Libre Expression,
- 2013 : Lit double, tome 2, Libre Expression,
- 2014 : Lit double, tome 3, Libre Expression,
- 2016 : La vieillesse par une vraie vieille, Libre Expression,
- 2018 : Vous croyez tout savoir sur le sexe? essai avec Michel Dorais, Libre Expression
- 2020 : Un viol ordinaire, Libre Expression
- 2021 : Un homme, tout simplement, Libre Expression
- 2024 : Cent ans d'amour, Libre Expression
- 2024 : Les recettes de Janette (3e édition), Libre Expression[13]

### Théâtre
- 1981 : Moi Tarzan, toi Jane
- 1983 : Dis-moi-le si j’dérange
- 2000 : Le Choix

### Écriture pour la télévision
- 1954 - 1960 : Toi et moi
- 1966 - 1969 : L'École du bonheur
- 1969 - 1974 : Quelle famille!
- 1976 - 1979 : Grand-papa
- 1982 - 1984 : S.O.S. j'écoute
- 1986 - 1996 : L'Amour avec un grand A
- 1987 : La Maison Deschênes
- 1997 : Jamais sans amour : Le piège
- 1998 : Jamais sans amour : L'obsession
- 1998 : Jamais sans amour : Un peu, beaucoup, à la folie

### Animation à la télévision
- 1961 - 1966 : Adam ou Ève
- 1962 - 1963 : Comment ? Pourquoi ?
- 1974 - 1975 : Parle parle, jase jase
- 1979 - 1982 : Janette veut savoir
- 1984 - 1994 : Parler pour parler
- 1994 - 1996 : Janette... tout court
- 2020 :  Écrire sa vie

### Animation à la radio
- Déjeuner en musique
- Les Lajeunesse en pantoufles
- Jean et Janette
- L'école du bonheur
- Mon mari et Nous

### Rôles au cinéma
- 1947 : Métropole
- 1952 : La Petite Aurore, l'enfant martyre : Catherine
- 1961 : Dubois et fils : Mme Armand
- 1962 : Big Red (Compagnon d'aventure) : Thérèse Fornet
- 1980 : L'Homme à tout faire : Lamarche, mère Thérèse

### Rôles à la télévision
- 1954 - 1960 : Toi et moi : Janette
- 1969 - 1974 : Quelle famille! : Fernande Tremblay

### Disque
- 1964 : Le secret de la jeunesse - Jean et Janette - Dinamic - DIN-1101.

## Distinctions

### Décorations
- Compagnon de l'Ordre du Canada (2020)[14]
- Officière de l'Ordre du Canada (2002)[15]
- Chevalière de l'Ordre national du Québec (1992)[1]
- Grande officière de l'Ordre national du Québec (2023)[16]

### Prix
- 2025 : Médaille de la présidence de l'Assemblée nationale[17]
- 2022 : Médaille d'honneur de l'Assemblée nationale[18]
- 2011 : Prix Guy-Mauffette (première lauréate de ce tout nouveau Prix du Québec, pour la radio ou la télévision)[19].
- 2007 : Coprésidente d'honneur du Salon du livre de Rimouski.
- 2006 : Doctorat es lettres honoris causa, de l'Université Laval, pour « souligner l'engagement social exemplaire et le rayonnement de cette grande Québécoise ».
- 2005 : Prix du grand public du Salon du livre de Montréal - La Presse, pour son autobiographie Ma vie en trois actes.
- 2003 : Prix Condorcet[20].
- 2000 : Prix du gouverneur général pour les arts du spectacle[21].
- 1990 : déclarée Femme du siècle, par le Salon de la femme de Montréal.
- 1989 : Prix de la santé et du bien-être psychologique de l'Ordre des psychologues du Québec[22].
- 1969 : Chanson Madame Bertrand — de Robert Charlebois et Mouffe, mettant en scène des hommes et des femmes cherchant l'âme sœur qui s'adressent à Janette Bertrand, dans le courrier du cœur qu'elle tenait dans Le Petit Journal.

### Honneurs
- Salon du livre de Montréal - Le Prix littéraire Janette-Bertrand, annoncé en 2023, récompense les auteurs et les autrices qui abordent l'égalité des sexes, l'autonomie des femmes et la lutte contre la violence de genre[23].

- Salon international du livre de Québec - Invitée d'honneur de 2025 a l'occasion de son centième anniversaire de naissance[24].